# Divisas del Ejército (Guerra Civil Estadounidense)
Divisas del ejército (Guerra Civil Estadounidense)
Las divisas del ejército fueron usadas originalmente por los soldados de la Unión en la tapa de su casquillo del forraje del ejército (kepi), del lado izquierdo del sombrero, o del excedente su pecho izquierdo. La idea se atribuye al general Philip Kearny quién pidió a sus hombres que se cosieran un cuadrado de dos pulgadas de paño rojo en sus sombreros para evitar confusiones en el campo de batalla. Ésta idea fue adoptada por el general Joseph Hooker después de que él asumiera el comando del ejército del Potomac, así cualquier soldado podría ser identificado adistancia.
El general Daniel Butterfield tuvo la tarea de diseñar una forma distintiva de la divisa para cada cuerpo. Butterfield también diseñó una divisa de cada división en el cuerpo de diversos colores.
Las divisas para los hombres alistados fueron cortadas del material coloreado, mientras que las divisas del oficial se hicieron en privado y de más de alta calidad. Las divisas metálicas fueron hechas por los joyeros y personalizadas a menudo para el usuario. Las divisas se convirtieron en parte eventual de las regulaciones del ejército y de una gran fuente del orgullo del regimiento.
Las divisas de la división fueron coloreadas de la siguiente forma:
1. Rojo: First Division of Corps
2. Blanco: Second Division of Corps
3. Azul: Third Division of Corps
4. Verde: Fourth Division of 6th, 9th and 20th Corps
5. Amarillo: Fourth Division of 15th Corps
6. Multicolor: Headquarter or Artillery Elements (certain Corps)

## Divisas del ejército

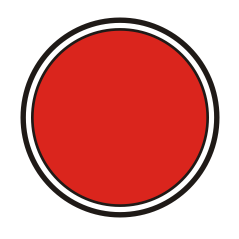
Union Army, I Corps, 1st Division Badge,
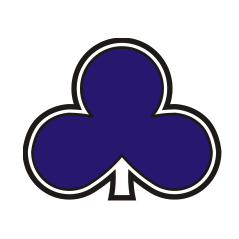
Union Army, II Corps, 3rd Division Badge
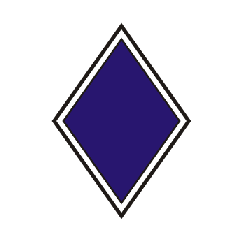
Union Army, III Corps, 3rd Division Badge
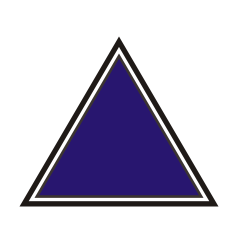
Union Army, IV Corps, 3rd Division Badge
Union Army, V Corps, 1st Division Badge
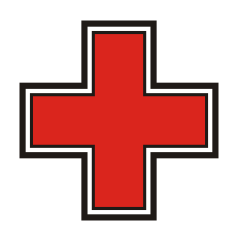
Union Army, VI Corps, 1st Division Badge
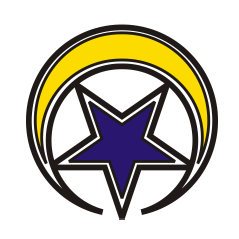
Union Army, VII Corps, 3rd Division Badge
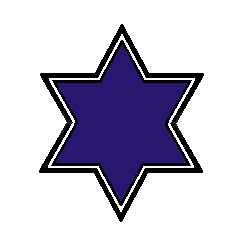
Union Army, VIII Corps, 3rd  División Badge
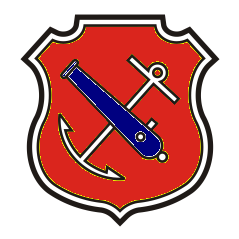
Union Army, IX Corps, 1st Division Badge
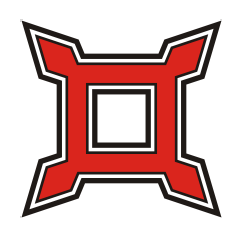
Union Army, X Corps, 3rd Division Badge
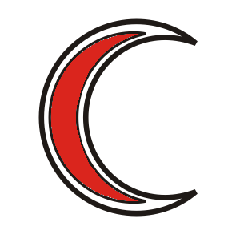
Union Army, XI Corps, 1st  División Badge
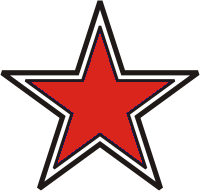
Union Army, XII Corps, 1st Division Badge
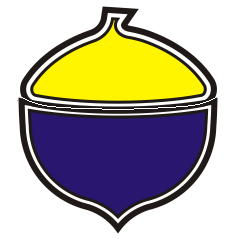
Union Army, XIV Corps, 3rd Division Badge
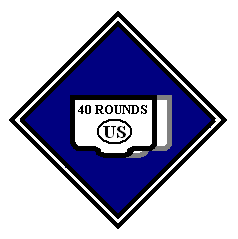
Union Army, XV Corps, 3rd Division Badge
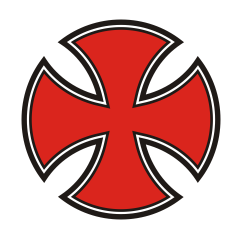
Union Army, XVI Corps, 1st Division Badge
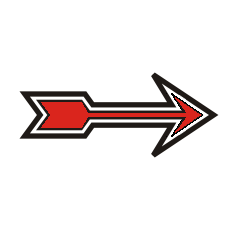
Union Army, XVII Corps, 1st Division Badge
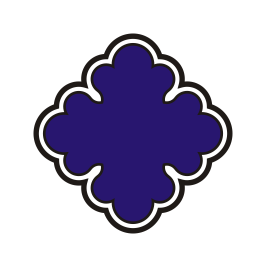
Union Army, XVIII Corps, 3rd Division Badge
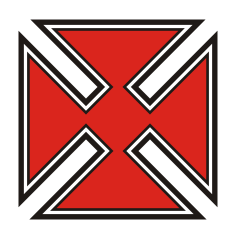
Union Army, XIX Corps, 1st Division Badge
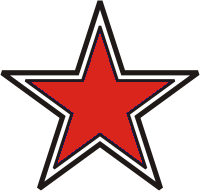
Union Army, XX Corps,  1st Division Badge
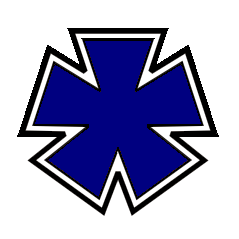
Union Army, XXII Corps, 3rd Division Badge
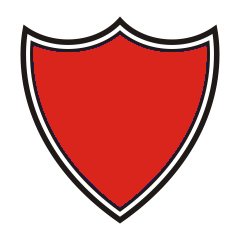
Union Army, XXIII Corps, 3rd Division Badge
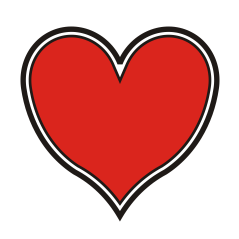
Union Army, XXIV Corps, 1st Division Badge
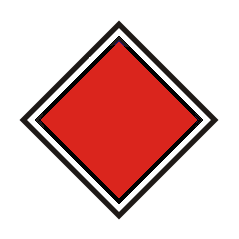
Union Army, XXV Corps, 1st Division Badge

## Banderas del ejército

### I Corps, Army of the Potomac
|              |              |              |
| 1st Division | 2nd Division | 3rd Division |

### II Corps, Army of the Potomac
|              |                   |               |
| 1st Division | 2nd Division      | 3rd Division  |
|              |                   |               |
| Corps Hqr's  | Artillery Brigade | Quartermaster |

### III Corps, Army of the Potomac
|              |              |              |
| 1st Division | 2nd Division | 3rd Division |

### IV Corps, Army of the Potomac
|              |              |              |
| 1st Division | 2nd Division | 3rd Division |

### V Corps, Army of the Potomac
|              |              |              |
| 1st Division | 2nd Division | 3rd Division |

### VI Corps, Army of the Potomac
|              |              |              |
| 1st Division | 2nd Division | 3rd Division |

### VII Corps, Dept of Arkansas
|              |              |              |
| 1st Division | 2nd Division | 3rd Division |

### VIII Corps, Middle Department
|              |              |              |
| 1st Division | 2nd Division | 3rd Division |

### IX Corps, Army of the Potomac
|              |              |              |
| 1st Division | 2nd Division | 3rd Division |
|              |              |              |
| 4th División |              |              |

### X Corps, Department of South
|              |              |              |
| 1st Division | 2nd Division | 3rd Division |

### XI Corps, Army of the Potomac
|              |              |              |
| 1st Division | 2nd Division | 3rd Division |

### XII Corps, Army of the Potomac
|              |              |              |
| 1st Division | 2nd Division | 3rd Division |

### XIII Corps
No badge was designated for the XIII Corps.

### XIV Corps, Army of the Cumberland
|              |              |              |
| 1st Division | 2nd Division | 3rd Division |

### XV Corps, Army of the Tennessee
|              |              |              |
| 1st Division | 2nd Division | 3rd Division |
|              |              |              |
| 4th División | Headquarters |              |

### XVI Corps, Military Division of West Mississippi
|              |              |              |
| 1st Division | 2nd Division | 3rd Division |

### XVII Corps, Army of the James
|              |              |              |
| 1st Division | 2nd Division | 3rd Division |

### XVIII Corps, Army of the James
|              |              |              |
| 1st Division | 2nd Division | 3rd Division |

### XIX Corps, Middle Military Division
|              |              |              |
| 1st Division | 2nd Division | 3rd Division |

### XX Corps, Army of the Cumberland
|              |              |              |
| 1st Division | 2nd Division | 3rd Division |

### XXI Corps
|              |              |              |
| 1st Division | 2nd Division | 3rd Division |
|              |              |              |
| Headquarters |              |              |

### XXV Corps, Army of the James, Dept of Texas
|              |              |              |
| 1st Division | 2nd Division | 3rd Division |

## Brigade Badges
I Corps, Army of the Potomac
|  |  |  |
|  |  |  |
|  |  |  |